# Chrysopelea
Chrysopelea é um gênero de cobras do sudeste asiático.

## Espécies
Existem cinco espécies descritas dentro do gênero:
- Chrysopelea ornata
- Chrysopelea paradisi
- Chrysopelea pelias
- Chrysopelea rhodopleuron
- Chrysopelea taprobanica